# Richard Franasovici
Richard Franasovici (n. 8 aprilie 1883, Turnu Severin, Mehedinți, România – d. 1964, Paris, Franța) a fost un diplomat și om politic român de origine aromână.

## Studii și începutul vieții active
Richard Franasovici se naște ca cetățean austriac în 1883, la Turnu Severin. Urmează școala primară la Turnu Severin, apoi, în București, urmează Liceul Sfântul Sava, după care se înscrie la Facultatea de Drept din București, pe care o termină cu examenul de licență obținut în anul 1904.
La 1 noiembrie 1905 este ajutor de judecător la Ocolul Balș, apoi avocat la Primăria din Turnu Severin (1906) și avocat al statului pentru județul Mehedinți. Tot în 1906 obține cetățenia română.

## Viața politică internă
Este membru al Partidului Conservator și, din 1908, intră în Partidul Conservator-Democrat al lui Take Ionescu. Participă, ca ofițer, la Primul Război Mondial. După Unire se înscrie în Partidul Național Liberal, făcând parte din aripa „tânără“ a partidului (opusă „bătrânilor“, respectiv conducerii brătieniste). În 1919 este deputat. Devine Director al ziarului L'Indépendence roumaine.
Richard Franasovici ocupă funcții în Ministerul de Interne începând din 1922, când este numit secretar general. Între 30 octombrie 1923 – 20 octombrie 1924 și 21 iunie 1927 – 3 noiembrie 1928 este subsecretar de stat în minister. În 1934, tinerii liberali, îl propun la șefia guvernului pe Richard Franasovici, care refuză explicând regelui Carol al II-lea că nu putea primi, deoarece găsea nepotrivit ca șeful guvernului să fie un om care primise cetățenia română abia în 1906. Richard Franasovici va ocupa în două rânduri fotoliul de ministru al Lucrărilor Publice și Comunicațiilor (14 noiembrie 1933 – 3 ianuarie 1934 și 5 ianuarie 1934 – 18 noiembrie 1937). La 18 noiembrie 1937 este numit Ministru de Interne, post pe care îl ocupă până la 28 decembrie 1937.

## Viața politică externă
Este numit ambasador la Varșovia (1938 – 1939) și Paris (1 septembrie 1939 – 1940), iar după al II-lea Război mondial este numit Trimis extraordinar și Ministru plenipotențiar la Berna (1 iulie 1945) și reprezentant politic al guvernului român la Londra (februarie 1946). Membru în delegația română la Conferința de pace de la Paris. Își dă demisia din postul din diplomație la 6 noiembrie 1947 și alege calea exilului. I se retrage cetățenia română la 20 februarie 1948.
Moare în exil, la Paris, în 1964.